# The Elder Scrolls V: Dragonborn
The Elder Scrolls V: Dragonborn est la troisième extension officielle développée par Bethesda Game Studios pour The Elder Scrolls V: Skyrim. Contrairement à Dawnguard, l'extension ne rajoute pas de nouveaux lieux dans des zones préexistantes mais une île, baptisée Solstheim, lieu de résidence de Dunmers (elf noir). Celle-ci est déjà apparue dans The Elder Scrolls III: Bloodmoon.

## Synopsis
Le jeu prend place sur l'île de Solstheim, qui est accessible par bateau depuis Vendeaume pour le prix de 250 pièces d’or. Le joueur se fait attaquer par des « adeptes » détenant un ordre d'exécution émanant d'un certain Miraak. Le joueur arrive à Corberoc (Rocher du Corbeau), colonie Dunmer anciennement prospère mais dorénavant en décrépitude à la suite de la fermeture de sa principale source de revenus : de riches mines d'ébonite.
Le joueur constate rapidement que presque tous les habitants connaissent le nom de Miraak mais sont incapables de se souvenir de qui il s'agit. Il constate également que plusieurs habitants de la ville sont hypnotisés et travaillent à une construction inconnue.
Un puissant magicien Dunmer, Neloth, lui apprend que Miraak est un ancien prêtre dragon mort depuis des millénaires et lui indique l'emplacement de son ancien temple. En s'y rendant, il fait la connaissance d'une Skaal (habitante d'une colonie nordique de Solstheim entretenant un rapport mystique avec la nature) nommée Fréa qui cherche à libérer son peuple de l'hypnose alors qu'ils reconstruisent le temple.
Dans les ruines, il découvre un livre noir, livre renfermant des savoirs interdits appartenant au prince Daedra Hermaeus Mora. Le livre l'amène dans le royaume de Mora, nommé Apocrypha. Il y rencontre Miraak, bien vivant mais prisonnier d'Aprocrypha, qui cherche à retourner en Tamriel. On apprend alors que Miraak est le tout premier enfant de Dragon. Avide de pouvoir, il s'est rebellé contre les Dragons et a tenté de prendre le pouvoir sur l'île de Solstheim. Pour ce faire, il s'est rapproché de Mora, lequel lui a enseigné un cri unique permettant de soumettre la volonté de quiconque, dragons compris. Il a été stoppé par un autre prêtre, Vahlok, mais fut sauvé par Mora et emmené dans Apocrypha. Ensuite Miraak volera certaines âmes des dragons tués par le joueur.
Le joueur est donc dans l'obligation d'obtenir le même cri de Mora pour pouvoir vaincre Miraak, tout en sachant que le savoir a un prix.

## Accueil
L'extension est très bien accueillie, que ce soit par les fans qui y retrouvent l'île de Solstheim, presente dans l'extension "Bloodmoon" de TES III, ou que ce soit par la critique spécialisée qui est  unanime quant à la qualité du DLC. Ce dernier rajoute en effet une île entière, plusieurs quêtes annexe en plus de celle liée à Miraak, la possibilité d'explorer un plan daedrique ou encore de nouveaux personnages mariables. Elle reçoit la note de 6/10 dans Canard PC. Elle offre également de nouvelles armure comme l’armure de stalrihm ou celle d’osthalium.